# Malika Sonnet
Malika Sonnet (Bastenaken, 31 oktober 1980) is een Belgisch politica voor de PS.

## Levensloop
Sonnet, van opleiding licentiaat in de gezinswetenschappen en de seksuologie, werd beroepshalve sociaal assistent in de psychiatrische sector. Later ging ze dit beroep uitoefenen bij Vivalia, de intercommunale voor gezondheidszorg in de provincie Luxemburg.
Als socialistisch militant stelde ze zich in oktober 2006 kandidaat bij de gemeenteraadsverkiezingen in Vaux-sur-Sûre. Ze werd verkozen tot gemeenteraadslid, een functie die ze bekleedde tot in december 2018, en begin 2007 werd ze eveneens aangesteld tot OCMW-voorzitter, hetgeen ze bleef tot in 2012. Sonnet was eveneens betrokken bij de modernisering van de Luxemburgse PS-federatie onder leiding van Philippe Courard. Van deze federatie was ze van 2007 tot 2011 ondervoorzitter.
Bij de regionale verkiezingen van juni 2009 stond ze als eerste opvolger op de PS-lijst in het arrondissement Aarlen-Bastenaken-Marche voor het Waals Parlement en het Parlement van de Franse Gemeenschap. Ze werd echter onmiddellijk Waals Parlementslid en lid van het Parlement van de Franse Gemeenschap ter opvolging van Philippe Courard, die de voorkeur gaf aan zijn mandaat van federaal staatssecretaris, en bleef dit tot in 2014. In het Waals Parlement zetelde Sonnet in de commissie Gezondheid en Sociale Actie, alsook in het adviescomité voor de gelijkheid van mannen en vrouwen. In het Parlement van de Franse Gemeenschap maakte ze deel uit van de commissie Jeugd en Jeugdhulp. Als parlementslid legde ze zich voornamelijk toe op de dossiers gelieerd aan plattelandsbeleid, armoedebestrijding en emancipatie van vrouwen. 
In mei 2014 stond ze als eerste opvolger op de lijst voor de Kamer van volksvertegenwoordigers in de provincie Luxemburg. Aangezien de PS federaal in de oppositie terechtkwam en dus geen federale ministers kon leveren, werd ze echter geen volksvertegenwoordiger. Sinds december 2018 zetelt Malika Sonnet als provincieraadslid van Luxemburg. 
Daarnaast was ze van 2014 tot 2018 voorzitter van de dienst publieke projecten van de intercommunale Idélux.